# Seven Nation Army
«Seven Nation Army» (стилізовано «7 Nation Army»; укр. Армія семи націй) — пісня американської рок-гурту The White Stripes, яку написав провідний вокаліст і гітарист Джек Вайт; відкриває трек і ведучий сингл їх четвертого студійного альбому Elephant, вперше вийшов навесні 2003 року.
Відома завдяки оригінальному гітарному риффу, пісня вказується серед найкращих пісень 2000-х років, її позитивно прийняли слухачі та профільна преса; крім цього «Seven Nation Army» має популярність на спортивних і політичних заходах.

## Список композицій
| #  | Назва               | Автор                           | Тривалість |
| -- | ------------------- | ------------------------------- | ---------- |
| 1. | «Seven Nation Army» | Джек Уайт                       | 3:52       |
| 2. | «Good to Me»        | Брендан Бенсон, Джейсон Фолкнер | 2:06       |
| 3. | «Black Jack Davey»  | Народная                        | 5:06       |

7"
| #  | Назва               | Автор                           | Тривалість |
| -- | ------------------- | ------------------------------- | ---------- |
| 1. | «Seven Nation Army» | Джек Уайт                       | 3:52       |
| 2. | «Good to Me»        | Брендан Бенсон, Джейсон Фолкнер | 2:06       |

## Музичне відео
Відеокліп на «Seven Nation Army», зняли режисери Алекс Кортес і Мартін Фужроль, складається з безперервного знімання через калейдоскопічний тунель дзеркальних чорних, червоних і білих трикутників. Деякі з них містять зображення гри Джека і Мег, а також скелетів і слонів. Відео прискорюється і сповільнюється в унісон з темпом пісні, а також містить низку спеціальних ефектів, таких як спалахи.

## Оцінки критиків
Пісня досягла 1 місця в чарті Modern Rock Tracks журналу Billboard, на якому вона протрималася 38 тижнів поспіль. «Seven Nation Army» здобула премію «Ґреммі» в категорії «Краща рок-пісня», а також «золотий» статус в Німеччині.
Пісня посіла 6 місце в списку «100 кращих пісень 2000-х» за версією журналу Rolling Stone і 21 місце в списку «100 кращих гітарних пісень» того ж видання. В аналогічному списку кращих гітарних пісень журналу Q «Seven Nation Army» посіла 8-ме місце. Пісня також потрапила в два списки журналу NME: «50 кращих пісень десятиліття (1996—2006)», в якому вона посіла 5-те місце і «150 найкращих пісень за останні 15 років» — 23 місце.

## Популярність у футболі
Пісню почали співати на футбольних матчах вболівальники команди «Брюгге» з Бельгії в Лізі чемпіонів: вперше вона зазвучала на матчі проти італійського «Мілана». Проте справжню популярність «Seven Nations Army» здобула на чемпіонаті світу 2006 року: цю пісню співали вболівальники збірної Італії. На шляху до перемоги в чемпіонаті світу з регламентом збірної необхідно було зіграти сім матчів і перемогти в них своїх супротивників. Збірна Італії хоча і один матч звела внічию, проте виграла чемпіонат світу. Також «Seven Nations Army» на футбольних чемпіонатах Європи 2012 та 2016 років звучала кожен раз після забитого гола. Крім того, регулярно звучить на стадіонах Баварії (Мюнхен) та «Атлетіко» (Мадрид) після забитого господарями голи.
Пісня звучить у виконанні круїзного лайнера MSC Magnifica щорічно під час святкування «дня народження» Гамбурзького порту.

## Використання в попкультурі
- Ремікс групи The Glitch Mob на цю пісню входить в офіційний саундтрек фільму «Кидок кобри 2».
- Також цей ремікс звучить у дебютному трейлері відеоігри Battlefield 1.
- Пісня була переспівана багатьма виконавцями, зокрема й українським панк-гуртом Robots Don't Cry під назвою Белые полосы.